# Hà Ân
Hà Ân tên thật là Hoàng Hiển Mô, (16 tháng 1 năm 1928 – 25 tháng 1 năm 2011) tại Hà Nội), quê ở Hà Nội; là một nhà văn Việt Nam. Ông nổi tiếng với các tác phẩm tiểu thuyết lịch sử, truyện kể lịch sử và dã sử.
Năm 1947, ông gia nhập Trung đoàn thủ đô liên khu I trong kháng chiến chống Pháp, rồi làm trưởng ty Hoa kiều vụ tỉnh Lào Cai năm 1948. Năm 1955, ông về làm giáo viên văn hóa ở trường quân y và hậu cần. Năm 1964, Hà Ân bắt đầu làm công việc nghiên cứu ở Viện bảo tàng quân đội. Từ năm 1964, ông làm biên tập viên cho Nhà xuất bản Hà Nội đến khi nghỉ hưu năm 1990.

## Tác phẩm chính
- (truyện lịch sử, 1962)
- Rừng biên giới
- Tướng quân Nguyễn Chích
- Quận He khởi nghĩa (truyện lịch sử, 1963)
- Nguyễn Trung Trực (truyện lịch sử, 1964)
- Phú Riềng đỏ (ký lịch sử, 1965)
- Bên bờ Thiên Mạc (truyện lịch sử, 1967)
- Tổ quốc kêu gọi (tiểu thuyết lịch sử, 1973)
- Trên sông truyền hịch (truyện lịch sử, 1973)
- Trăng nước Chương Dương (truyện lịch sử, 1975)
- Lưỡi gươm nhân ái (truyện lịch sử, 1981)
- Ông Trạng thả diều (truyện lịch sử, 1982)
- Cái chum vàng (truyện lịch sử, 1986)
- Vụ án trầu cánh phượng (truyện lịch sử, 1990)
- Kho báu dưới gốc hoàng đào (truyện lịch sử, 1993)
- Mùa chim ngói (tập truyện, 1995)
- Khúc khải hoàn dang dở (tiểu thuyết lịch sử, 2002)
- Ngoài ra còn có một số kịch bản hoạt hình, sách giáo khoa tiểu học...

## Giải thưởng
- Giải C Giải văn học thành phố Hà Nội cho tiểu thuyết lịch sử Ngàn năm Thăng Long
- Giải bồ câu vàng kịch bản phim hoạt hình Ông Trạng thả diều
- Nhiều lần giải A văn học thiếu nhi Trung ương Đoàn
- Giải khuyến khích kịch bản hoạt hình Ngựa thần Tây Sơn